# 안병수
안병수는 1946년 경성제국대학 법학과를 졸업하고 1948년 10월 제2회 조선변호사시험을 합격하여 1951년 2월 서울지방법원에 임명된 법조인이다. 판사에 재직하면서 경희대학교에서 상법을 강의한 안병수는 1964년 5월 서울민사지방법원 부장판사, 1964년 12월 서울고등법사 부장판사에 재직중이던 1973년 4월에 대법원 판사에 임명됐다. 1973년 3월 24일 박정희 대통령이 대법원 판사 9명을 해임할 때 고등법원 판사에서 대법원 판사로 승진하였다. 1980년 5월 20일 10.26 사건 상고심 재판장을 맡아 형을 확정했다. 생활 신조가 "양심적으로 살자"라고 밝혔다. 대법원 판사에 재직할 때 3년만에 찾아온 친구를 비서관을 시켜 "왜 찾아왔느냐"고 묻게 하자 "부탁이 있어 왔다"는 친구를 "만나지 않겠다"며 되돌려 보냈다가 "부탁할 일이 없다"는 다짐을 받고 나서 친구를 만났으며 서울대 대학원장을 지낸 모 박사가 "저녘을 사겠다"는 제의를 하자 그 자리에서 거부해 제안자를
당황하게 하는 등 변호사한테는 차 한잔도 얻어먹지 않았다.
2014년 9월 11일(음력 8월 18일) 별세했다.